# Bernardino García
Bernardino García (* 13. August 1952 in La Experiencia, Jalisco), auch bekannt unter seinem verkürzten Vornamen Berna, ist ein ehemaliger mexikanischer Fußballspieler auf der Position eines Linksaußen.

## Leben
Nachdem er seine Jugendzeit bei seinem Heimatverein Club Deportivo Imperio verbracht hatte, erhielt Berna García 1970 einen Profivertrag beim benachbarten Club Atlas Guadalajara, bei dem er bis 1977 unter Vertrag stand. Anschließend wechselte er zum Stadtrivalen Club Universidad de Guadalajara und beendete seine aktive Laufbahn bei den UANL Tigres.
Während seiner Zeit beim Club Atlas bestritt Berna García zwei Länderspieleinsätze für die mexikanische Nationalmannschaft in Testspielen gegen die DDR (2:3) am 1. August 1975 und gegen Jugoslawien (0:1) am 8. Februar 1977.